# اورتوفون
اورتوفون (انگلیسی: Ortofon) شرکت لوازم خانگی دانمارکی است، که در سال ۱۹۱۸ تأسیس شد.